# Leonid Zhabotinsky
Leonid Ivanovych Zhabotynsky (en ukrainien : Леонiд Iванович Жаботинський, Leonid Ivanovytch Jabotynskyï ; en russe : Леонид Иванович Жаботинский), Leonid Ivanovitch Jabotinski ; né le 28 janvier 1938 à Ouspenka (Ukraine) et mort le 14 janvier 2016 à Zaporijia (Ukraine), est un haltérophile ukrainien, représentant l'Union soviétique. Il est double champion olympique dans la catégorie des + de 90 kg.

## Carrière
Leonid Zhabotinsky s'oriente d'abord vers le lancer du poids, avant de se consacrer à l'haltérophilie.
Aux Jeux olympiques de 1964, il remporte le titre olympique devant son compatriote Yury Vlasov et l'Américain Norbert Schemansky, avec en prime le record olympique.
Quatre ans plus tard, aux Jeux de 1968, il conserve son titre devant le Belge Serge Reding et l'Américain Joseph Dube, en égalant le total réalisé quatre ans plus tôt. Il sera également le porte-drapeau de la délégation soviétique lors de la cérémonie d'ouverture.
De 1963 à 1968, Zhabotinsky remporte quatre titres mondiaux et une médaille de bronze. Au niveau européen, il triomphe à deux reprises et termine une fois deuxième.
Durant sa carrière, il a battu 19 records du monde.

## Palmarès
| Date | Compétition                              | Lieu       | Résultat | Catégorie | Total    |
| ---- | ---------------------------------------- | ---------- | -------- | --------- | -------- |
| 1963 | Championnats du monde                    | Stockholm  | 3e       | + 90 kg   | 527,5 kg |
| 1963 | Championnats d'Europe                    | Stockholm  | 2e       | + 90 kg   | 527,5 kg |
| 1964 | Jeux olympiques et championnats du monde | Tokyo      | 1er      | + 90 kg   | 572,5 kg |
| 1965 | Championnats du monde                    | Téhéran    | 1er      | + 90 kg   | 552,5 kg |
| 1966 | Championnats du monde                    | Berlin-Est | 1er      | + 90 kg   | 567,5 kg |
| 1966 | Championnats d'Europe                    | Berlin-Est | 1er      | + 90 kg   | 567,5 kg |
| 1968 | Championnats d'Europe                    | Léningrad  | 1er      | + 90 kg   | 570 kg   |
| 1968 | Jeux olympiques et championnats du monde | Mexico     | 1er      | + 90 kg   | 572,5 kg |